# Laura Nunnink
Laura Nunnink est une joueuse néerlandaise de hockey sur gazon née le 26 janvier 1995 à Eindhoven. Elle a remporté avec l'équipe des Pays-Bas la médaille d'or du tournoi féminin aux Jeux olympiques d'été de 2020 à Tokyo.